# Tengia scopulorum
Tengia es un género monotípico de plantas herbáceas  perteneciente a la familia Gesneriaceae. Su única especie: Tengia scopulorum, es originaria de China.

## Descripción
Es una planta herbácea perennifolia que se dispone en roseta con rizoma vertical. Las hojas son elípticas  o angostamente obovadas, denticuladas. La inflorescencia en cimas con pedúnculo largo con 8-10 flores. Sépalos libres a la base, linear-lanceolados. Corola blanca , teñida de rosado , corola actinomorfa. El fruto en forma de cápsula delgada cilíndrico.

## Distribución y hábitat
Se distribuyen por el sur de China en Guizhou y Yunnan. Crece en lugares sombreados en los acantilados de roca, a una altitud de 300 - 1200 metros .

## Taxonomía
Tengia scopulorum fue descrita por  Woon Young Chun y publicado en Sunyatsenia 6(3–4): 281–282, pl. 46, f. 34. 1946.
Etimología
Tengia: nombre genérico que fue nombrado en honor de Teng Wei Shi, líder de una expedición de campo a Guizhou en 1935 y descubridor de la planta. 
scopulorum: epíteto latíno que significa "de los acantilados".